# Circuito da Boavista
Circuito da Boavista eller Oporto Circuit är en racerbana som är lagd på gator i Porto i Portugal.
Portugals Grand Prix kördes för första gången här och därefter en gång till.